# Maloti
Maloti este un oraș din Provincia Eastern Cape, Africa de Sud.